# Rhadinodontoplisus tricolor
Rhadinodontoplisus tricolor là một loài tò vò trong họ Ichneumonidae.